# Dmytro Łytwyn
Dmytro Andrijowycz Łytwyn, ukr. Дмитро Андрійович Литвин (ur. 21 listopada 1996 w Mironówce, w obwodzie kijowskim) – ukraiński piłkarz, grający na pozycji obrońcy.

## Kariera piłkarska

### Kariera klubowa
Wychowanek klubów Dynamo Kijów, Arsenał Kijów i Metalist Charków, barwy których bronił w juniorskich mistrzostwach Ukrainy (DJuFL). Karierę piłkarską rozpoczął 31 lipca 2013 w drużynie juniorskiej Metalista. 22 lipca 2015 podpisał kontrakt z portugalskim CD Aves. Rozegrał w sezonie tylko jeden mecz i 18 lipca 2016 przeszedł do drugoligowego AD Fafe. 26 lipca 2017 przeniósł się do Real SC. 12 stycznia 2018 został piłkarzem Zorii Ługańsk. 10 lutego 2020 podpisał kontrakt z Olimpikiem Donieck.

### Kariera reprezentacyjna
Występował w młodzieżowej reprezentacji Ukrainy.